# Villa Deportiva de la Universidad San Martín de Porres
La Villa Deportiva de la Universidad San Martín de Porres es una moderna instalación deportiva ubicada en la sede central de la universidad, en Lima, y sirve para atender las necesidades en materia deportiva de sus estudiantes. Se encuentra sobre un área total de 1.760 metros cuadrados y fue inaugurado el 25 de agosto del 2004.
Cuenta con un gimnasio de 740 metros cuadrados, equipado con una variada gama de artefactos para ejercitar el cuerpo. Pero también puede realizarse gimnasia, danza u otras actividades de piso plano a cielo cubierto.
La sala multiusos (cuya capacidad se estima en 50 personas) es utilizada para dictar conferencias, charlas o realizar reuniones; ya sean deportivas o no. Posee además una zona de  15 habitaciones dobles para deportistas, cada una con televisor, baño, closet por persona y mobiliario. 
El comedor posee un espacio suficiente para albergar un total de hasta 30 personas. Los platos servidos aquí son traídos de los concesionarios en el campus universitario. También cuenta con estacionamiento para un total de 85 vehículos particulares y 5 buses.

## Mini-estadio
En su parte principal está el campo de fútbol, de medidas reglamentarias, donde entrena el equipo profesional de la universidad. Cuenta con una tribuna para 1217 personas y un palco oficial para 32 asistentes. Mientras el equipo Santo estuvo en Primera, debido a su capacidad, el estadio no fue habilitado para partidos oficiales, solo para partidos amistosos de poca peligrosidad (algunos partidos de las selecciones juveniles de Perú se han realizado allí). 
Luego de años de insistencias, el campo fue habilitado para albergar los partidos de local del cuadro Santo en Segunda. El primer partido oficial fue el 8 de junio de 2025 cuando Comerciantes FC derrotó al cuadro local por 0-3. Este primer encuentro se disputó a puertas cerradas.
Los camerinos para equipo local, visitante y los árbitros tienen duchas, vestidores y ambientes para la  fisioterapia. Cerca de todo esto está el centro médico, habilitado con áreas especiales para rehabilitación y tópico, así como también de consultorios. 
Los almacenes de utilería se encuentran debajo de la tribuna y los servicios higiénicos a un costado.